# Valeri Kràvtxenko
Valeri Kràvtxenko   (Kabodijon, 2 de febrer de 1939 - 3 de setembre de 1996) fou un jugador de voleibol kazakh que va competir sota bandera de la Unió Soviètica durant les dècades de 1960 i 1970.
El 1968 va prendre part en els Jocs Olímpics d'Estiu de Ciutat de Mèxic, on va guanyar la medalla d'or en la competició de voleibol. Quatre anys més tard, als Jocs de Munic, guanyà la medalla de bronze en la mateixa competició.
En el seu palmarès també destaca una medalla de bronze al Campionat del Món de voleibol de 1966, dues medalles d'or al Campionat d'Europa de voleibol (1967 i 1971) i una medalla d'or a les Universíades de 1965. A nivell de clubs va jugar al Burevestnik Alma-Ata, amb qui guanyà la lliga soviètica de 1969 i la Copa d'Europa de 1970 i 1971.
Una vegada retirat exercí d'entrenador.